# Norman (Nebraska)
Norman és una població dels Estats Units a l'estat de Nebraska. Segons el cens del 2000 tenia 49 habitants.

## Demografia
Segons el cens del 2000, Norman tenia 49 habitants, 23 habitatges, i 12 famílies. La densitat de població era de 189,2 habitants per km².
Dels 23 habitatges en un 30,4% hi vivien nens de menys de 18 anys, en un 47,8% hi vivien parelles casades, en un 4,3% dones solteres, i en un 43,5% no eren unitats familiars. En el 43,5% dels habitatges hi vivien persones soles el 21,7% de les quals corresponia a persones de 65 anys o més que vivien soles. El nombre mitjà de persones vivint en cada habitatge era de 2,13 i el nombre mitjà de persones que vivien en cada família era de 2,92.
Per edats la població es repartia de la següent manera: un 20,4% tenia menys de 18 anys, un 8,2% entre 18 i 24, un 32,7% entre 25 i 44, un 20,4% de 45 a 60 i un 18,4% 65 anys o més.
L'edat mediana era de 39 anys. Per cada 100 dones de 18 o més anys hi havia 116,7 homes.
La renda mediana per habitatge era de 32.917 $ i la renda mediana per família de 40.000 $. Els homes tenien una renda mediana de 24.375 $ mentre que les dones 17.500 $. La renda per capita de la població era de 13.854 $. Aproximadament el 18,8% de les famílies i el 19,7% de la població estaven per davall del llindar de pobresa.

## Poblacions més properes
El següent diagrama mostra les poblacions més properes.